# إيفان نادال
إيفان نادال (بالإسبانية: Iván Nadal)‏ هو لاعب كرة قدم أرجنتيني في مركز الدفاع، ولد في 18 مايو 1987 في بوينس آيرس في الأرجنتين. لعب مع ديفينسوريس دي بيلغرانو ونادي فنتسبيلس وهوراكان.